# Внешняя политика Сент-Люсии
Внешняя политика Сент-Люсии — общий курс Сент-Люсии в международных делах. Внешняя политика регулирует отношения Сент-Люсии с другими государствами. Реализацией этой политики занимается министерство иностранных дел Сент-Люсии. Сент-Люсия поддерживает дружеские отношения с крупными державами, присутствующими на Антильских островах, включая США, Великобританию, Канаду и Францию. У Сент-Люсии не имеется международных споров, за исключением напряжённости, вызванной статусом острова как транзитного пункта для южноамериканских наркотиков, предназначенных для Соединённых Штатов и Европы.
Постоянным представителем Сент-Люсии при Организации Объединенных Наций по состоянию на январь 2018 года был Космос Ричардсон.

## История
Сент-Люсия участвовала в возглавляемом США вторжении на Гренаду в 1983 году, направив сотрудников подразделений специальных служб. Впоследствии Сент-Люсия стала одной из восьми стран, проголосовавших против проекта резолюции Генеральной Ассамблеи Организации Объединённых Наций, осуждающего вторжение.
В качестве члена КАРИКОМ Сент-Люсия решительно поддержала усилия Соединённых Штатов по выполнению резолюции 940 Совета Безопасности ООН, направленной на восстановление демократии на Гаити. Сент-Люсия согласилась предоставить сотрудников для многонациональных сил, которые восстановили демократически избранное правительство Республики Гаити в октябре 1994 года.
Сент-Люсия вместе с 14 другими странами Карибского бассейна участвовала в саммите с президентом США Биллом Клинтоном в Бриджтауне (Барбадос) в мае 1997 года. Саммит стал первой в регионе встречей глав правительств США и стран Карибского бассейна и укрепил основа для регионального сотрудничества по вопросам правосудия, борьбы с наркотиками, финансов, развития и торговли.